# Stanisław Bułak-Bałachowicz
Stanisław Bułak-Bałachowicz (en bielorruso: Станіслаў Булак-Балаховіч, en ruso: Станисла́в Була́к-Балахо́вич; 10 de febrero de 1883-10 de mayo de 1940) fue un destacado militar y general bielorruso de origen polaco, veterano de guerra de la Primera Guerra Mundial, la guerra civil rusa, la guerra de independencia de Estonia y la guerra polaco-soviética, y combatiente en la invasión alemana de Polonia de 1939 a comienzos de la Segunda Guerra Mundial, antes de su asesinato por miembros de la Gestapo en 1940. 
Considerado por diversos historiadores y políticos en Bielorrusia como uno de los luchadores por la independencia del país y héroe nacional, la nacionalidad real de Bułak-Bałachowicz siempre ha sido objeto de discusión, especialmente durante el período de entreguerras; el mariscal Józef Piłsudski dijo de él: «Hoy es polaco, mañana será ruso, pasado mañana bielorruso, y al día siguiente tal vez africano».

## Biografía

### Juventud
Stanisław Bułak-Bałachowicz nació el 10 de febrero de 1883 en Meyshty, un pequeño pueblo cerca de Vilna en la actual Lituania, en el seno de una familia pobre de multitud de orígenes: polaco, tártaro y bielorruso. Se graduó en la Facultad de Agricultura y comenzó a trabajar como administrador agrícola en las localidades de Horodziec y Łużki.

### Primera Guerra Mundial
Después del estallido de la Primera Guerra Mundial, el duque Nicolás Nikoláyevich de Rusia solicitó la participación de la población polaca y Bułak-Bałachowicz se unió al Ejército Imperial Ruso. Su título de noble le permitió ser transferido al segundo regimiento de infantería de Leyb-Courland. Sin embargo, al igual que muchos de sus colegas, Bułak-Bałachowicz demostró sus habilidades como comandante y fue ascendido rápidamente. En diciembre de 1914, solo cuatro meses después de unirse al ejército, recibió la orden de formar a un grupo de cosacos voluntarios en caballería, además de tomar armas en la batalla de Sochaczew, cerca de Varsovia. En 1915, después de la ofensiva alemana, tuvo que retirarse a Letonia. Al encontrarse con el coronel Punin, Bułak-Bałachowicz fue nombrado comandante de tropas.

### Guerra civil rusa
El 5 de marzo de 1918, sin tener conocimiento del Tratado de Brest-Litovsk firmado el día anterior, las tropas de Bułak-Bałachowicz se enfrentaron contra el ejército alemán en el pueblo de Smolova. A pesar de su aplastante victoria, Bułak-Bałachowicz sufrió una grave herida en el pulmón izquierdo. Transportado a San Petersburgo, se recuperó rápidamente y coincidió con su hermano, Józef Bułak-Bałachowicz. Después de servir en el Ejército Rojo, Bułak-Bałachowicz cambió de bando en noviembre de 1918 y se unió al Ejército Blanco.
Fue ascendido al rango de coronel por el general Nikolái Yudénich el 29 de mayo de 1919 por su victoria sobre Pskov. Sin embargo, tras la reconquista de la ciudad a mediados de julio, Yudénich ordenó el arresto de Stanisław Bułak-Bałachowicz, quien logró escapar. No obstante, el 22 de enero de 1920, el general Yudénich fue arrestado y procesado por traición por Bułak-Bałachowicz y sus hombres. Se recuperó de él una importante suma de dinero (227 000 libras esterlinas, 250 000 marcos estonios, 110 000 000 marcos finlandeses) que se repartió entre los hombres de Bułak-Bałachowicz.

### Guerra polaco-soviética
A principios de 1920, entró en contacto con la misión militar de la República Popular Bielorrusa y subordinó su destacamento de 1.200 hombres a las autoridades de Bielorrusia. Dicho destacamento, constituido en un 75% por soldados bielorrusos, fue trasladado a Polesia tras un acuerdo militar alcanzado en junio de 1920 en las ciudades de Riga y Tallin. Dicho cuerpo de unos pocos miles de hombres, denominado Ejército Nacional de Bielorrusia, frenó el avance bolcheviques en dirección al Vístula.
En nombre del comité político bielorruso, Bułak-Bałachowicz continuó sus operaciones contra las fuerzas bolcheviques y tomó Pinsk y Mazyr. En Mazyr, anunció que la República Popular Bielorrusa tenía autoridad sobre las regiones liberadas y se presentó como jefe de Estado. Su ofensiva de noviembre de 1920 se detuvo antes de que pudiera tomar Minsk. Algunas de sus tropas permanecieron en la Bielorrusia soviética y combatieron como guerrilleros hasta 1920, mientras que otras, incluyendo al propio Bułak-Bałachowicz, se retiraron a la Segunda República de Polonia y fueron internados.

### Período de entreguerras
Poco después de la firma de la Paz de Riga, Bułak-Bałachowicz y sus hombres fueron liberados de los campos de internamiento. El general se retiró del ejército y se instaló en Varsovia. Allí se convirtió en miembro activo de varias sociedades de veteranos. Entre otras funciones, ocupó el cargo de titular de la Sociedad de Antiguos Combatientes de las Insurrecciones Nacionales. También fue ensayista político y autor de dos libros sobre las posibilidades de una futura guerra con Alemania: Wojna będzie czy nie będzie (1931) y Precz z Hitlerem czy niech żyje Hitler (1933). Entre 1936 y 1939 también se desempeñó como asesor del bando sublevado comandando por Franco en la guerra civil española.

### Segunda Guerra Mundial
Después de la caída de Varsovia, Bułak-Bałachowicz se escondió. Será uno de los principales fundadores de la Confederación Militar (Konfederacia Wojskowa), una de las primeras organizaciones de la resistencia polaca. No obstante, a principios de 1940 fue localizado y arrestado por la Gestapo, siendo ejecutado por el 10 de mayo de 1940.